# Зірковий пакувальник
"Зірковий пакувальник" (англ. The Star Packer) — вестерн 1934 року режисера Роберта Н. Бредбері з Джоном Вейном, Джорджем «Габбі» Гейесом, Якімою Кануттом та Верною Гіллі в головних ролях.

## Сюжет
На рубежі століть, маршал США Джон Треверс стає шерифом містечка, де сталося кілька вбивств. Він сподівається затримати злочинця відомого як «Тінь». Треверсу допомагає друг-індіанець Коли, Аніта Метлок, донька померлого та племінниця нинішнього власника ранчо Метлок, прибуває у місто, розслідування Треверса приймає новий оберт.

## У ролях
- Джон Вейн — маршал США Джон Треверс
- Джордж «Геббі» Гейес — Метт Метлок
- Верна Гіллі — Аніта Метлок, племінниця Метта Метлока
- Якіма Канутт — Як
- Біллі Фрейні в ролі поплічника в пні
- Едді Паркер — помічник Паркер
- Ерл Двайр — помічник Мейсон
- Томас Г. Лінгем — шериф Ел Девіс (в титрах — Том Лінгем)

## Зовнішні посилання
- The Star Packer на сайті American Film Institute Catalog[en] (англ.)
- Зірковий пакувальник на сайті IMDb (англ.)
- The Star Packer is available for free download at the Internet Archive